# Lake Isabella (Michigan)
Lake Isabella è un villaggio degli Stati Uniti d'America, situato nello Stato del Michigan, nella contea di Isabella.